# Magic (Band)
Magic (Eigenschreibweise MAGIC!) ist eine kanadische Band aus Toronto und Ontario, die eine Mischung aus Pop, R&B und Reggae spielt.

## Bandgeschichte
Die Band ist ein Projekt des kanadischen Produzenten Nasri Atweh, der für seine Arbeit unter anderem mit Justin Bieber, Pitbull, aber auch den No Angels bekannt geworden ist. Zusammen mit dem Songwriter Mark Pellizzer schrieb er 2012 den Song Rude. Dann stellte er mit ihm selbst als Sänger, mit Pellizzer als Gitarrist, Ben Spivak als Bassist und Alex Tanas als Schlagzeuger die Band Magic! zusammen. Als Vorband von Matisyahu gingen sie 2013 auf Tour und fanden mit Sony Music im selben Jahr ein Label, das Rude als ihre Debütsingle veröffentlichte. Außerdem produzierten sie für das folgende Jahr ihr erstes Album Don’t Kill the Magic. Bereits Ende 2013 erschien die Single in Australien und Neuseeland und konnte sich dort jeweils auf Position zwei in den Charts platzieren. Ende April 2014 wurde sie in den USA veröffentlicht und arbeitete sich in den US-Singlecharts immer weiter nach oben, bis sie im Juli schließlich Platz eins erreichte. Das Album stieg im Juli auf Platz sechs ein. Danach wurde das Lied auch in Europa veröffentlicht und kam unter anderem auf Platz eins in Großbritannien.
Zum offiziellen FIFA-Album One Love, One Rhythm zur Fußball-Weltmeisterschaft 2014 trugen Magic! den Song This Is Our Time (Agora É A Nossa Hora) bei.

## Diskografie

### Alben
| Jahr | Titel Musiklabel                              | Höchstplatzierung, Gesamtwochen, AuszeichnungChartplatzierungen (Jahr, Titel, Musiklabel, Platzierungen, Wochen, Auszeichnungen, Anmerkungen) | Höchstplatzierung, Gesamtwochen, AuszeichnungChartplatzierungen (Jahr, Titel, Musiklabel, Platzierungen, Wochen, Auszeichnungen, Anmerkungen) | Höchstplatzierung, Gesamtwochen, AuszeichnungChartplatzierungen (Jahr, Titel, Musiklabel, Platzierungen, Wochen, Auszeichnungen, Anmerkungen) | Anmerkungen                         |
| Jahr | Titel Musiklabel                              | UK | US | CA | Anmerkungen                         |
| ---- | --------------------------------------------- | --- | --- | --- | ----------------------------------- |
| 2014 | Don’t Kill the Magic Sony Music Entertainment | UK19 (5 Wo.)UK | US6 (19 Wo.)US | CA5 (3 Wo.)CA | Erstveröffentlichung: 30. Juni 2014 |
| 2016 | Primary Colours Sony Music Entertainment      | — | US124 (1 Wo.)US | CA19 (2 Wo.)CA | Erstveröffentlichung: 1. Juli 2016  |

### Singles
| Jahr | Titel Album                             | Höchstplatzierung, Gesamtwochen, AuszeichnungChartplatzierungen (Jahr, Titel, Album, Platzierungen, Wochen, Auszeichnungen, Anmerkungen) | Höchstplatzierung, Gesamtwochen, AuszeichnungChartplatzierungen (Jahr, Titel, Album, Platzierungen, Wochen, Auszeichnungen, Anmerkungen) | Höchstplatzierung, Gesamtwochen, AuszeichnungChartplatzierungen (Jahr, Titel, Album, Platzierungen, Wochen, Auszeichnungen, Anmerkungen) | Höchstplatzierung, Gesamtwochen, AuszeichnungChartplatzierungen (Jahr, Titel, Album, Platzierungen, Wochen, Auszeichnungen, Anmerkungen) | Höchstplatzierung, Gesamtwochen, AuszeichnungChartplatzierungen (Jahr, Titel, Album, Platzierungen, Wochen, Auszeichnungen, Anmerkungen) | Höchstplatzierung, Gesamtwochen, AuszeichnungChartplatzierungen (Jahr, Titel, Album, Platzierungen, Wochen, Auszeichnungen, Anmerkungen) | Anmerkungen                                         |
| Jahr | Titel Album                             | DE | AT | CH | UK | US | CA | Anmerkungen                                         |
| ---- | --------------------------------------- | --- | --- | --- | --- | --- | --- | --------------------------------------------------- |
| 2013 | Rude Don’t Kill the Magic               | DE7 Platin · (31 Wo.)DE | AT3 (29 Wo.)AT | CH11 Gold · (26 Wo.)CH | UK1 ×3Dreifachplatin · (40 Wo.)UK | US1 ×8Achtfachplatin · (41 Wo.)US | CA6 ×5Fünffachplatin · (69 Wo.)CA | Erstveröffentlichung: 11. Oktober 2013              |
| 2014 | Don’t Kill the Magic                    | — | — | — | — | — | CA22 (20 Wo.)CA | Erstveröffentlichung: 4. April 2014                 |
| 2014 | Let Your Hair Down Don’t Kill the Magic | — | — | — | — | — | CA20 Platin · (25 Wo.)CA |                                                     |
| 2015 | No Way No Don’t Kill the Magic          | — | — | — | — | — | CA33 Gold · (19 Wo.)CA |                                                     |
| 2015 | #SundayFunday –                         | — | — | — | — | — | CA72 (6 Wo.)CA | Erstveröffentlichung: 17. Juli 2015                 |
| 2016 | Lay You Down Easy Primary Colours       | — | — | — | — | — | CA36 Platin · (20 Wo.)CA | Erstveröffentlichung: 25. März 2016 feat. Sean Paul |

Weitere Singles
- 2014: This Is Our Time (Agora é a nossa hora)
- 2016: Red Dress
- 2016: No Regrets
- 2017: Girl at Coachella (mit Matoma feat. D.R.A.M.)
- 2018: Kiss Me

### Gastbeiträge
| Jahr | Titel Album     | Höchstplatzierung, Gesamtwochen, AuszeichnungChartplatzierungen (Jahr, Titel, Album, Platzierungen, Wochen, Auszeichnungen, Anmerkungen) | Höchstplatzierung, Gesamtwochen, AuszeichnungChartplatzierungen (Jahr, Titel, Album, Platzierungen, Wochen, Auszeichnungen, Anmerkungen) | Höchstplatzierung, Gesamtwochen, AuszeichnungChartplatzierungen (Jahr, Titel, Album, Platzierungen, Wochen, Auszeichnungen, Anmerkungen) | Höchstplatzierung, Gesamtwochen, AuszeichnungChartplatzierungen (Jahr, Titel, Album, Platzierungen, Wochen, Auszeichnungen, Anmerkungen) | Höchstplatzierung, Gesamtwochen, AuszeichnungChartplatzierungen (Jahr, Titel, Album, Platzierungen, Wochen, Auszeichnungen, Anmerkungen) | Höchstplatzierung, Gesamtwochen, AuszeichnungChartplatzierungen (Jahr, Titel, Album, Platzierungen, Wochen, Auszeichnungen, Anmerkungen) | Anmerkungen                                                                             |
| Jahr | Titel Album     | DE | AT | CH | UK | US | CA | Anmerkungen                                                                             |
| ---- | --------------- | --- | --- | --- | --- | --- | --- | --------------------------------------------------------------------------------------- |
| 2015 | Sun Goes Down – | DE67 (5 Wo.)DE | — | — | — | — | — | Erstveröffentlichung: 7. August 2015 David Guetta & Showtek feat. Magic! & Sonny Wilson |

## Auszeichnungen für Musikverkäufe
| Goldene Schallplatte - Frankreich - 2020: für die Single Rude Platin-Schallplatte - Mexiko - 2020: für das Album Don’t Kill the Magic - 2023: für die Single Rude - Neuseeland - 2023: für das Album Don’t Kill the Magic - Polen - 2016: für das Album Don’t Kill the Magic - Spanien - 2014: für das Streaming Rude | 3× Platin-Schallplatte - Dänemark - 2014: für das Streaming Rude - Italien - 2020: für die Single Rude - Schweden - 2014: für die Single Rude - Spanien - 2024: für die Single Rude 5× Platin-Schallplatte - Australien - 2016: für die Single Rude - Neuseeland - 2024: für die Single Rude 2× Diamantene Schallplatte - Mexiko - 2023: für die Single Rude |

Anmerkung: Auszeichnungen in Ländern aus den Charttabellen bzw. Chartboxen sind in ebendiesen zu finden.
| Land/RegionAuszeichnungen für Musikverkäufe (Land/Region, Auszeichnungen, Verkäufe, Quellen) | Gold     | Platin       | Diamant     | Verkäufe  | Quellen                           |
| -------------------------------------------------------------------------------------------- | -------- | ------------ | ----------- | --------- | --------------------------------- |
| Australien (ARIA)                                                                            | —        | 5× Platin5   | —           | 350.000   | aria.com.au                       |
| Dänemark (IFPI)                                                                              | —        | 3× Platin3   | —           | —         | ifpi.dk                           |
| Deutschland (BVMI)                                                                           | —        | Platin1      | —           | 600.000   | musikindustrie.de                 |
| Frankreich (SNEP)                                                                            | Gold1    | —            | —           | 100.000   | snepmusique.com                   |
| Italien (FIMI)                                                                               | —        | 3× Platin3   | —           | 150.000   | fimi.it                           |
| Kanada (MC)                                                                                  | Gold1    | 7× Platin7   | —           | 600.000   | musiccanada.com                   |
| Mexiko (AMPROFON)                                                                            | —        | 2× Platin2   | 2× Diamant2 | 720.000   | amprofon.com.mx                   |
| Neuseeland (RMNZ)                                                                            | —        | 6× Platin6   | —           | 165.000   | radioscope.co.nz NZ2              |
| Polen (ZPAV)                                                                                 | —        | Platin1      | —           | 20.000    | olis.pl                           |
| Schweden (IFPI)                                                                              | —        | 3× Platin3   | —           | 120.000   | sverigetopplistan.se              |
| Schweiz (IFPI)                                                                               | Gold1    | —            | —           | 15.000    | hitparade.ch                      |
| Spanien (Promusicae)                                                                         | —        | 4× Platin4   | —           | 180.000   | elportaldemusica.es promusicae.es |
| Vereinigte Staaten (RIAA)                                                                    | —        | 8× Platin8   | —           | 8.000.000 | riaa.com                          |
| Vereinigtes Königreich (BPI)                                                                 | —        | 3× Platin3   | —           | 1.800.000 | bpi.co.uk                         |
| Insgesamt                                                                                    | 3× Gold3 | 46× Platin46 | 2× Diamant2 |           |                                   |